# Luis Ayala (Politiker)
Luis Ayala ist ein chilenischer Politiker der Partido Radical Socialdemócrata.
Von 1973 bis 1975 war Ayala Vorsitzender der SI-Jugendorganisation International Union of Socialist Youth (IUSY). Von 1989 bis 2022 war er Generalsekretär der Sozialistischen Internationale (SI). Insbesondere für seine ablehnende Haltung gegenüber Reformen und seiner Stück für Stück erweiterten Machtfülle erfuhr er Kritik.